# كولين سميث
كولين سميث هي لاعب كرة قاعدة كندية، ولدت في 31 مايو 1925 في فانكوفر في كندا.